# Мациевский, Александр Игоревич
Алекса́ндр И́горевич Мацие́вский (укр. Олександр Ігорович Мацієвський, рум. Alexandru Mațievschi; 10 мая 1980 года, Кишинёв, Молдавская ССР, СССР — 30 декабря 2022 года, возле Соледара, Донецкая область, Украина) — солдат Вооружённых сил Украины, участник российско-украинской войны, погибший во время полномасштабного российского вторжения. Герой Украины (2023, посмертно).

## Биография
Александр Игоревич Мациевский родился 10 мая 1980 года в Кишинёве. Имел двойное гражданство: Молдавии и Украины.
В 1997 году окончил школу. Затем поступил в техникум, по окончании которого получил диплом электромонтажника.
В 2008 году Александр с женой и сыном переехал с семьёй на Украину, в город Нежин Черниговской области. Здесь работал по специальности.
С первого дня полномасштабного российского вторжения на территорию Украины пошел в Нежинский территориальный центр комплектования и социальной поддержки, но не смог сразу попасть на службу в ВСУ. Он помогал сооружать укрепления, дежурил на блокпосту, готовил бутылки с зажигательной смесью и снова обращался в мобилизационный пункт. 11 марта он был причислен к 163-му отдельному батальону 119-й отдельной бригады сил территориальной обороны ВСУ, который защищал Черниговскую область. Александр прошел обучение, его назначили снайпером. В ноябре его подразделение было переброшено в район города Бахмута, где он выполнял боевые задания около месяца. Впоследствии подразделение перевели в район Соледара Донецкой области.
30 декабря 2022 года рота огневой поддержки, в составе которой Александр Мациевский был снайпером, заняла позиции в районе Соледара. На крайнем фланге обороны разместили пять бойцов, включая Александра. В ходе 12-часового боя рота успешно отражала атаки врага, но во время боя связь с группой была потеряна.

### Гибель
6 марта 2023 года появилось 12-секундное видео, где видно, как неизвестный пленный солдат в украинской камуфляжной форме, без оружия, стоит в неглубоком окопе в зимнем лесу и спокойно курит. Голос за кадром говорит на русском языке «Снимай его». После того как он произносит «Слава Украине!», с нескольких сторон слышны залпы автоматического оружия и видны выстрелы в пленного, который падает. Слышны голоса на русском языке, говорящие: «Сдохни, сука».
В феврале 2023 года тела Александра Мациевского и двух его собратьев вернули домой. 14 февраля 2023 года Мациевского похоронили на кладбище в Нежине.
12 марта 2023 года CБУ на основании заключения судебной портретной экспертизы подтвердила личность убитого на видео солдата — им оказался Александр Мациевский. В тот же день ему посмертно было присвоено звание Героя Украины с вручением ордена «Золотая Звезда».
У солдата остались мать, жена и сын.

#### Реакция
Расстрел россиянами безоружного пленника вызвал волну осуждения не только на Украине, но и в других странах мира — в считанные часы после появления видео хэштег «Слава Украине!» возглавил мировые тренды Twitter. Сотни тысяч пользователей опубликовали на страницах фото украинского воина перед расстрелом. К скорбному флешмобу присоединились и известные люди и мировые политики. Президент Украины Владимир Зеленский констатировал, что Россия убивает людей на Украине за сам факт, что они украинцы, за проукраинские взгляды. В Генштабе Вооружённых сил Украины заявили, что расстрел безоружного пленённого россиянами является подтверждением пренебрежения Россией норм международного гуманитарного права и обычаев войны. Уполномоченный Верховной рады по правам человека Дмитрий Лубинец отправил видео омбудсменам из разных стран, глава МИД Украины Дмитрий Кулеба призвал прокурора Международного уголовного суда Карима Хана начать немедленное расследование.

## Награды
- Звание Герой Украины с вручением ордена «Золотая Звезда» (12 марта 2023 года, посмертно)

## Память
- 28 марта 2023 в честь Александра Мациевского в Нежине переименовали улицу 3-й микрорайон[11]
- 30 марта 2023 года в городе Чернигов улицу Попудренко переименовали в улицу Александра Мациевского[12]
- 19 апреля 2023 года в городе Краматорск улицу Комарова переименовали в улицу Александра Мациевского[13]
- В центре Киева на административном здании Верховной Рады Украины 29 апреля 2023 года был создан мурал, увековечивающий Александра Мациевского
- 25 июня 2023 года в Берлине появился мурал с Мациевским возле Музея Берлинской стены
- 5 мая 2023 года в городе Изюм улицу Толбухина переименовали в улицу Александра Мациевского[14]
- 12 сентября 2023 года в Тбилиси (Грузия) установили памятник Александру Мациевскому[15]
- 26 октября 2023 в поселке Гребенки Киевской области переименовали переулок 1 Мая в переулок Александра Мациевского[16][17].